# Лужково (Тверская область)
Лужко́во — деревня в Торжокском районе Тверской области. Относится к Страшевичскому сельскому поселению.
Находится в 38 км к юго-западу от города Торжка.

## Население
| 1886 | 1997 | 2010 |
| ---- | ---- | ---- |
| 252  | ↘193 | ↘129 |

## История
Во второй половине XIX — начале XX века деревня Лужково относилась к Страшевскому приходу Страшевской волости Старицкого уезда. В 1886 году — 47 дворов, 252 жителя.
В 1940 году Лужково центр сельсовета Луковниковского района Калининской области.
В 1997 году — 73 хозяйства, 193 жителя. Администрация Лужковского сельского округа, правление колхоза «Восход», неполная средняя школа, ДК, библиотека, фельдшерско-акушерский пункт, магазин.